# 原子力潜水艦浮上せず
『原子力潜水艦浮上せず』 (Gray Lady Down) は、1978年のアメリカ映画。チャールトン・ヘストン主演のユニバーサル・ピクチャーズによるパニック映画。デビッド・キャラダイン、ステイシー・キーチ、ネッド・ビーティ、ロニー・コックスが出演、また、クリストファー・リーヴの初出演作でもある。

## あらすじ
アメリカ海軍の原子力潜水艦ネプチューン (USS Neptune) はニューロンドンの潜水艦基地に帰投中であった。ブランチャード艦長（チャールトン・ヘストン）はこの航海で退任し、小艦隊長として昇任、副長（ロニー・コックス）にその任を譲る予定であった。艦は濃霧の中浮上するが、レーダーの故障した大型貨物船と衝突、艦の後部を大破してしまう。直ちにベネット大佐（ステイシー・キーチ）を長とする救助チームが編成され、揚陸艦ナッソー (USS Nassau, LHA-4) を拠点として救助活動を開始する。
ネプチューンの沈没地点は1,450フィートの海底渓谷であり、救助には非常に困難が伴うものであった。特殊潜航艇スナークと開発者のゲイツ大佐（デビッド・キャラダイン）が救助作戦に参加、海底に沈むネプチューンを発見する。スナークはマジックハンドで砂で覆われたハッチを顕わにしたものの、地滑りが発生しネプチューンは大きく傾斜してしまう。
DSRVを搭載した救難艦ピジョン (USS Pigeon, ASR-21) が到着したものの、ネプチューンの傾斜は70度と、DSRVの接合は不可能な状態であった。プランチャードは予備空気を使って左舷バラストタンクを排水、艦の傾斜を元通りにしようとする。この作業を行おうとしたとき、司令塔のハッチが水圧に耐えきれず浸水を始める。副長を含む2名が犠牲となってハッチを閉じ、排水は成功するが岩につかえて艦の姿勢は元通りにはならなかった。
ベネットはネプチューンを押さえる岩を、指向性爆薬を用いて排除しようと考える。水中爆破班が呼び出され、スナークで岩に爆薬を装着、爆破は成功し、いよいよDSRVによる救助が開始された。ゲイツはその様子を見届けるためスナークで潜航を行う。
第一陣で負傷者が救助され、第二陣を救助の途中、再び地滑りが起こりネプチューンは渓谷に滑り落ちようとする。それを見たゲイツは、スナークをネプチューンの艦底部に挟み込ませ、自らを犠牲にして救助作業を完了させた。乗員たちを収容したDSRVが浮上すると共に、ネプチューンとスナークは海底深く沈んでいった。

## キャスト
| 役名                       | 俳優                     | 日本語吹替                                                 |
| 役名                       | 俳優                     | テレビ朝日版                                               |
| -------------------------- | ------------------------ | ---------------------------------------------------------- |
| ポール・ブランチャード艦長 | チャールトン・ヘストン   | 納谷悟朗                                                   |
| ベネット大佐               | ステイシー・キーチ       | 羽佐間道夫                                                 |
| ゲイツ大佐                 | デビッド・キャラダイン   | 岩崎信忠                                                   |
| ミッキー                   | ネッド・ビーティ         | 神山卓三                                                   |
| サミュエルソン副長         | ロニー・コックス         | 青野武                                                     |
| マーフィー                 | スティーヴン・マクハティ | 徳丸完                                                     |
| ファウラー                 | ドリアン・ヘアウッド     | 沢木郁也                                                   |
| フィリップス               | クリストファー・リーヴ   | 古川登志夫                                                 |
| ハークネス                 | ジャック・レイダー       | 緑川稔                                                     |
| ハリス                     | マイケル・オキーフ       | 村山明                                                     |
| ブルーム大尉               | ローラソン・ドリスコル   | 池田勝                                                     |
| バーンズ提督               | チャールズ・シオフィ     | 上田敏也                                                   |
| ピート                     | マイケル・キャヴァナー   | 有本欽隆                                                   |
| 不明 その他                |                          | 清川元夢 広瀬正志 西村知道 石井敏郎 田中康郎 岡和男 山口健 |
|                            |                          |                                                            |
| 演出                       | 演出                     | 春日正伸                                                   |
| 翻訳                       | 翻訳                     | 飯嶋永昭                                                   |
| 効果                       | 効果                     | PAG                                                        |
| 調整                       | 調整                     | 山田太平                                                   |
| 制作                       | 制作                     | 東北新社                                                   |
| 解説                       | 解説                     | 淀川長治                                                   |
| 初回放送                   | 初回放送                 | 1981年7月5日 『日曜洋画劇場』                              |

## その他
- 原子力潜水艦ネプチューンはトラウト (USS Trout, SS-566) を用いて撮影された。また、本作は『北極の基地/潜航大作戦』での特殊効果場面を再使用している。同作では原子力潜水艦タイガーフィッシュとしてロンクィル (USS Ronquil, SS-396) が撮影に使用されたが、そのフィルムの一部が本作でも使用された。
- 乗組員たちが艦内の娯楽室で映画を視聴しているシーンがあるが、上映されている作品は『ジョーズ』である。